# Siège de Marune
Le siège de Marune (丸根砦の戦い) est une bataille de l'époque Sengoku (XVIe siècle) de l'histoire du Japon.
Marune est une forteresse frontalière sous le contrôle d'Oda Nobunaga. Tokugawa Ieyasu, qui à l'époque est un vassal contraint des Imagawa, s'empare de la forteresse dans le cadre de la progression des Imagawa qui aboutit à la désastreuse bataille d'Okehazama en 1560. Tout au long du siège de ce château par Ieyasu, il fait bon usage de la concentration de feu des arquebuses. Durant le siège, Sakuma Morishige, commandant de la forteresse, est tué par une balle.

## Source de la traduction
- (en) Cet article est partiellement ou en totalité issu de l’article de Wikipédia en anglais intitulé « Siege of Marune » (voir la liste des auteurs).